# Lexie Carver
Dr Lexie Brooks Dimera Carver is een personage uit de soapserie Days of our Lives. De rol werd door vijf verschillende actrices gespeeld, maar Renée Jones speelde de rol veruit het langst. Ze verliet de serie in 2012, waarna haar personage overleed.

## Personagebeschrijving
Lexie Brooks kwam in 1988 naar Salem en ging bij de politie werken, waar ze verliefd werd op Abe Carver. In 1994 kwam Celeste Perrault, de minnares van Stefano DiMera naar de stad en Lexie herkende in haar haar tante Frankie Brooks. Later bleek dat Celeste de moeder van Lexie was en dat ze haar aan haar zuster Grace gegeven had om op te voeden. Stefano bleek de vader van Lexie te zijn.